# سومین حمله به بنی ثعلبه
سومین حمله به بنی ثعلبه در سپتامبر سال 627 میلادی، ششمین ماه ازسال ششم هجری قمری رخ داد.
در جمادی الثانی، زید به عنوان فرمانده 15 نفر به بنی ثعلبه حمله کرد و 20 شتر آنها را به غنیمت گرفت، اما اعضای قبیله فرار کردند. چهار روز را در آنجا گذراند و سپس به مدینه بازگشت. 
اولین حمله به بنی ثعلبه دو ماه پیش از آن صورت گرفته بود.